# Ficus antandronarum
Ficus antandronarum är en mullbärsväxtart. Ficus antandronarum ingår i släktet fikonsläktet, och familjen mullbärsväxter.

## Underarter
Arten delas in i följande underarter:
- F. a. antandronarum
- F. a. bernardii